# ナワフ・アル＝アキディ
ナワフ・アル＝アキディ（アラビア語: نواف العقيدي、Nawaf Al-Aqidi、2000年5月10日-）はサウジアラビア・リヤド出身のサッカー選手。ポジションはゴールキーパー。ファティフSC所属。サウジアラビア代表。

## 経歴

### クラブ
アル・ナスルFCのユースチームでキャリアをスタートさせた。
2019年6月30日、スポーツ総局が設立したサウジのサッカー人材育成プログラムに選ばれた。
2019年8月8日、アル・ナスルと初のプロ契約。家族の事情でプログラムから戻り、2019年12月31日にアル・ナスルのトップチームに昇格した。2020年1月11日、アル・イテハドとのリーグ戦でトップチームのベンチ入りをした。
2021年9月30日、アル・アブハとのリーグ戦でアル・ナスルでのデビューを果たした。2022年1月30日、アル・タエーFCに期限付き移籍した。
2025年1月31日、ファティフSCに期限付き移籍した。

### 代表
2021年11月18日、2021 FIFAアラブカップに向けたメンバーでA代表に初めて招集されたが、サウジアラビアがグループステージで敗退したこともあり試合には出場することはなかった。
2022年11月11日、2022 FIFAワールドカップに向けたメンバーの1人に選出された。
2022年12月30日、ガルフカップ2020のメンバーに招集されると、年明けの1月6日に行われたイエメン戦でA代表デビューを果たした。

## 代表歴

### 出場大会
- サウジアラビア代表
  - 2022 FIFAワールドカップ

### 試合数
- 国際Aマッチ 4試合 0得点（2023年-）[4]

| サウジアラビア代表 | 国際Aマッチ | 国際Aマッチ |
| 年                 | 出場        | 得点        |
| ------------------ | ----------- | ----------- |
| 2023               | 4           | 0           |
| 通算               | 4           | 0           |

## タイトル

### クラブ
アル・ナスル
- サウジ・スーパーカップ： 2020
- アラブ・クラブ・チャンピオンズカップ: 2023

### 代表
U-23サウジアラビア代表
- AFC U23アジアカップ： 2022

### 個人
- AFC U23アジアカップ・最優秀GK賞： 2022